# Gazolina (mieszanina)
Gazolina – mieszanina ciekłych alkanów zawierających maksymalnie 9 atomów węgla w cząsteczce, głównie pentanu i heksanu. Jest łatwopalna, jej gęstość wynosi ok. 0,67 g/cm3, a liczba oktanowa oscyluje w zakresie 70–75. Otrzymuje się ją z tzw. mokrego gazu ziemnego lub w wyniku przeróbki ropy naftowej. Stosowana jest jako dodatek do benzyn lub półprodukt do ich produkcji oraz jako rozpuszczalnik.